# Mike Bookie
Michael Bookie (ur. 12 września 1904 w Pittsburgh, zm. 12 października 1944 w Eglin) – amerykański piłkarz, reprezentant kraju, grający na pozycji napastnika.

## Kariera piłkarska
Bookie rozpoczął karierę sportową jako zawodnik niższej ligi baseballowej grający w Pittsburghu. Następnie dołączył do kilku amatorskich klubów piłkarskich, w tym Jeannette Athletic.
W 1924 podpisał kontrakt z Boston Wonder Workers. W styczniu 1925 przeniósł się do Vestaburg SC, gdzie zakończył sezon. Jesienią 1925 powrócił do ASL, tym razem z New Bedford Whalers, gdzie zagrał w czterech spotkaniach. Od lutego do kwietnia 1927 grał w drużynie American Hungarian. 
W grudniu 1929 przeniósł się do Cleveland Slavia z Mid-West Professional League. W marcu 1931 opuścił, a zakończył karierę w Curry Silver Tops.

## Kariera reprezentacyjna
Bookie został powołany na Mistrzostwa Świata. Na turnieju pełnił rolę zawodnika rezerwowego, a same mistrzostwa zakończyły się dla USA i Bookiego zdobyciem brązowego medalu. Jedyne spotkanie w barwach USA zagrał 17 sierpnia 1930. Przeciwnikiem była Brazylia, a mecz zakończył się porażką Jankesów 3:4. 
| Mecze i gole w reprezentacji | Mecze i gole w reprezentacji | Mecze i gole w reprezentacji | Mecze i gole w reprezentacji | Mecze i gole w reprezentacji | Mecze i gole w reprezentacji | Mecze i gole w reprezentacji |
| #                            | Data                         | Miasto                       | Przeciwnik                   | Gol                          | Wynik                        | Rozgrywki                    |
| ---------------------------- | ---------------------------- | ---------------------------- | ---------------------------- | ---------------------------- | ---------------------------- | ---------------------------- |
| 1.                           | 17.08.1930                   | Rio de Janeiro               | Brazylia                     |                              | 3:4                          | towarzyski                   |

## Sukcesy
Stany Zjednoczone
- Mistrzostwa Świata 1930: 3. miejsce